# 般樂頓會堂

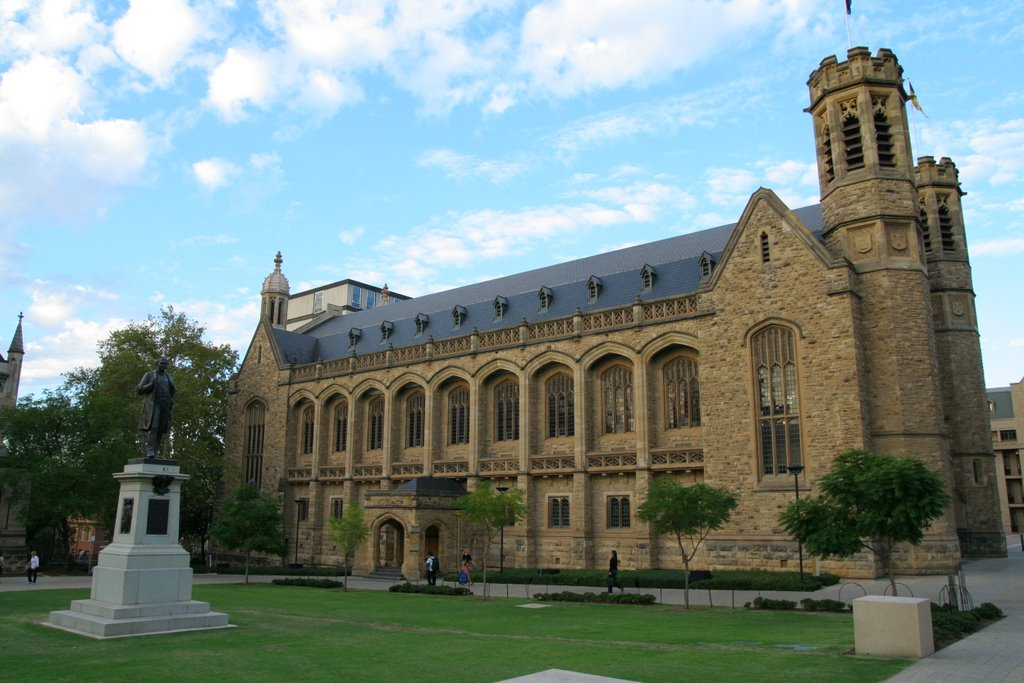
般樂頓會堂

般樂頓會堂（英語：Bonython Hall）是阿德雷德大學內的主要建築之一，位於澳洲南澳洲首府阿德雷德市中心的北平台（North Terrace）。現在該建築是澳洲的國家登記建築和南澳洲登記遺產之一。般樂頓會堂現在主要作為阿德雷德大學各類儀式的舉辦場地使用。